# Functieomschrijving
Een functieomschrijving is een weergave van taken, verantwoordelijkheden en bevoegdheden voor een bepaalde functie. Doorgaans bevat de functieomschrijving ook een beschrijving van de rapportagelijnen.

## Titel en doel
Een functieomschrijving bevat in elk geval de titel van de functie. Dit is vaak een algemene term, zoals hoofd of manager. Daarnaast wordt er omschreven wat men precies met de functie beoogt: het doel van de functie.

## Plaats in de organisatie
Omdat een functie altijd in een bepaalde context staat worden de relaties met andere functies in de organisatie beschreven, zoals deze in een organigram worden weergegeven. Doorgaans wordt er zo vermeld aan welke functie er wordt gerapporteerd, normaliter de leidinggevende. Als het een functieomschrijving van een leidinggevende betreft, dan wordt vermeld aan welke functies er (direct of indirect) leiding wordt gegeven en wat hierbij de verantwoordelijkheden en bevoegdheden zijn.

## Contacten
Het kan ook zijn dat er werkzaamheden binnen de functie zijn die niet alleen gericht zijn op de leidinggevende of medewerkers aan wie leiding gegeven wordt. In dat geval zal in de functieomschrijving aangegeven worden met wie en op welk niveau er contacten (intern en extern) onderhouden worden. Ook de frequentie (jaarlijks, wekelijks) en strekking (schriftelijk, mondeling) van de contacten kan vermeld worden.

## Werkzaamheden
De hoofdactiviteiten die bij de functie horen worden puntsgewijs opgesomd, waarbij een uitgebreidere omschrijving van de taken gedaan kan worden. Daarnaast worden ook de neventaken vermeld en omschreven.

## Kwaliteiten
In een functieomschrijving staat vaak welke eisen er aan de werknemer gesteld worden:
1. Kennis: welke opleiding, specifieke kennis en vaardigheid, en ervaring (op welk niveau) er vereist zijn voor het uitoefenen van de functie. Welke kennis van de organisatie er vereist is.
2. Communicatieve vaardigheden: schriftelijke en mondelinge communicatieve vaardigheden in het Nederlands en/of vreemde talen.
3. Sociale vaardigheden: hoe belangrijk vaardigheden als tact, diplomatie en overtuigingskracht zijn.
4. Persoonlijke eigenschappen: welke persoonlijke eigenschappen er noodzakelijk zijn, en ten aanzien waarvan. Denk aan: betrouwbaarheid, discretie, representativiteit, loyaliteit, doorzettingsvermogen, resultaatgerichtheid.
5. Zelfstandigheid: welke bevoegdheden er zijn om beslissingen te nemen en problemen op te lossen. Of men bevoegd is om de hulp van anderen in te roepen. Of er een eigen budget is, ruimte voor initiatieven en waartoe.

## Context
Naast de inhoudelijke kant van de functie kan er ook toegelicht worden in welke context deze functie binnen de organisatie geplaatst is. Te denken valt aan een beschrijving van de werksfeer en onder welke omstandigheden er gewerkt wordt. Daarnaast kan er iets gezegd worden over het economisch belang van de functie: welke schade het bedrijf kan lijden, de waarde van zaken onder beheer, in hoeverre er kennis van vertrouwelijke bedrijfsinformatie is, in hoeverre het beleid te beïnvloeden is of welke invloed er op het imago en prestige van het bedrijf is.